# Mistrovství světa juniorů ve sportovním lezení 1997
Mistrovství světa juniorů ve sportovním lezení 1997 (anglicky: UIAA World Youth Championship) se uskutečnilo jako pátý ročník 14. listopadu v rakouském Imstu v lezení na obtížnost. Do světového rankingu se bodovalo třicet prvních závodníků v každé kategorii lezců od 14 do 19 let.

## Průběh hávodů

### Češi na MSJ
Šárka Obadalová dosáhla dosud nejlepšího umístění českých lezců na MSJ, jako čtvrtá v lezení na obtížnost v kategorii B. V tomto závodě se objevují jména českých lezců, kteří se později lezení věnovali dále také profesně, jako například liberecký Jan "Makak" Havel (výroba chytů a lezeckých stěn Makak) či pražský Jiří "Jirous" Přibyl (výroba chytů a lezeckých stěn AIX).

### Výsledky juniorů a juniorek
| obtížnost            | obtížnost            |
| -------------------- | -------------------- |
| junioři              | juniorky             |
| 1. Maksym Petrenko   | 1. Bettina Schöpf    |
| 2. Sylvain Millet    | 2. Taťjana Rujgová   |
| 3. Thomas Feuerstein | 3. Natalia Nesterova |
|                      |                      |
| 12. Daniel Kadlec    | 14. Lucie Potěšilová |
| 29. Jan Havel        | —                    |
| ? finalistů          | ? finalistek         |
| ? semifinalistů      | ? semifinalistek     |
| 55 juniorů           | 23 juniorek          |

### Výsledky chlapců a dívek v kategorii A
| obtížnost           | obtížnost            |
| ------------------- | -------------------- |
| chlapci             | dívky                |
| 1. Julien Barbier   | 1. Marharyta Usatiuk |
| 2. Yves Hasbani     | 2. Shena Sturman     |
| 3. François Auclair | 3. Beth Rodden       |
|                     |                      |
| 27. Ondřej Marčík   | —                    |
| 34. Jiří Přibyl     | —                    |
| ? finalistů         | ? finalistek         |
| ? semifinalistů     | ? semifinalistek     |
| 59 chlapců          | 32 dívek             |

### Výsledky chlapců a dívek v kategorii B
| obtížnost          | obtížnost                |
| ------------------ | ------------------------ |
| chlapci            | dívky                    |
| 1. Klemen Bečan    | 1. Maria Belomestnova    |
| 2. Eric Scully     | 2. Sandrine Levet        |
| 3. Tomaz Valjavec  | 3. Marina Malamid        |
|                    |                          |
| 13. Jakub Hlaváček | 4. Šárka Obadalová       |
| 32. Slávek Hrkal   | 16. Michaela Filipčíková |
| ? finalistů        | ? finalistek             |
| ? semifinalistů    | ? semifinalistek         |
| 37 chlapců         | 33 dívek                 |